# Saison 2016 de l'équipe cycliste Telenet-Fidea
La saison 2016 de l'équipe cycliste Telenet-Fidea est la quatorzième de cette équipe.

## Préparation de la saison 2016

### Arrivées et départs
| Arrivées    | Équipe 2015         |
| ----------- | ------------------- |
| Eli Iserbyt | Young Telenet-Fidea |

| Départs            | Équipe 2016 |
| ------------------ | ----------- |
| Jens Vandekinderen | Kalas-NNOF  |
| Bart Wellens       | retraite    |
| Niels Wubben       |             |

## Coureurs et encadrement technique

### Effectif
| Cycliste            | Date de naissance | Nationalité | Équipe 2015         |  |
| ------------------- | ----------------- | ----------- | ------------------- |  |
| Jim Aernouts        | 23 mars 1989      | Belgique    | Telenet-Fidea       |  |
| Thijs Aerts         | 3 novembre 1996   | Belgique    | Telenet-Fidea       |  |
| Toon Aerts          | 19 octobre 1993   | Belgique    | Telenet-Fidea       |  |
| Nicolas Cleppe      | 12 décembre 1995  | Belgique    | Telenet-Fidea       |  |
| Kobe Goossens       | 29 avril 1996     | Belgique    | Telenet-Fidea       |  |
| Quinten Hermans     | 29 juillet 1995   | Belgique    | Telenet-Fidea       |  |
| Eli Iserbyt         | 22 octobre 1997   | Belgique    | Young Telenet-Fidea |  |
| Tom Meeusen         | 7 novembre 1988   | Belgique    | Telenet-Fidea       |  |
| Daan Soete          | 19 décembre 1994  | Belgique    | Telenet-Fidea       |  |
| Thijs van Amerongen | 18 juillet 1986   | Pays-Bas    | Telenet-Fidea       |  |
| Corné van Kessel    | 7 août 1991       | Pays-Bas    | Telenet-Fidea       |  |

## Bilan de la saison

### Victoires
| Date | Course | Pays | Classe | Vainqueur |
| ---- | ------ | ---- | ------ | --------- |